# Warnowtunneln

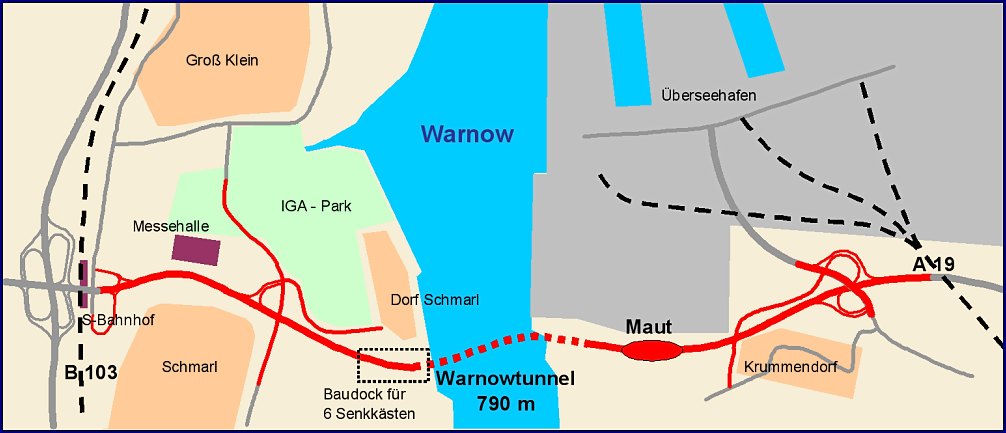
Warnowtunneln

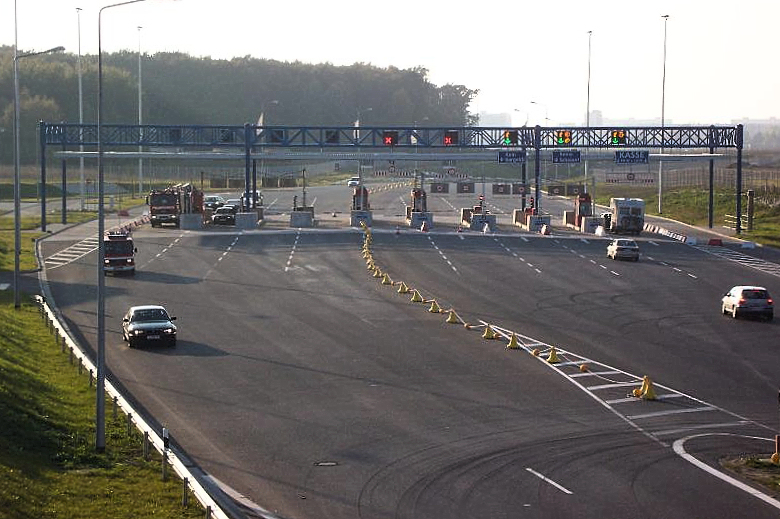
Betalstationen på den östra sidan.

Warnowtunneln är Tysklands första betalväg. Tunneln ligger i staden Rostock och sammanbinder två stadsdelar på vardera sidan av floden Warnow.
Tunneln består av sex vattentäta betongrör och är 790 m lång. Projektet påbörjades den 1 december 1999 och avslutades den 12 september 2003 med tunnelns invigning. Personbilar betalar mellan juni och september 4 euro och under resten av året 3,20 euro (2,55 euro vid prenumeration) för genomfarten. För lastbilar ligger avgiften på 16,5 euro (sommar) respektive 14,80 euro.
För gångtrafikanter finns bussar och för cyklister finns speciella bussar inredda för att transportera cyklar.
Sedan invigningen trafikeras tunneln i genomsnitt av 11 100 fordon per dygn. Prognosen var 1994 30 000 fordon per dygn och för att investeringen ska löna sig behövdes 20 000 fordon per dygn i genomsnitt.